# Михайло Старенький
Михайло Старенький (1880, Кам'янець-Подільський — ХХ століття) — депутат Сфатул Церію, органу, який здійснював законодавчу владу в Молдовській Демократичній Республіці, в період 1917—1918.

## Біографія
Народився у 1880 році в Кам'янці-Подільську, Російська імперія. Мав середню освіту і був за професією державним службовцем.

## Політична діяльність
Депутат Сфатул Церію від 21 листопада 1917 року до 29 жовтня 1918 року. На засіданні від 27 березня 1918 року проголосував проти об'єднання Молдовської Демократичної Республіці з Королівством Румунія. В рамках Сфатул Церію мав членство в комісіях: конституційної, декларацій і статутів, арбітражній, адміністративній і перша аграрній комісії.

## Подальше читання
- Figuri contemporane din Basarabia, vol. III, Editura ARPID, Chișinău, 1939;
- Ciobanu, Ștefan, Unirea Basarabiei. Studiu și documente cu privire la mișcarea națională din Basarabia în anii 1917—1918, București, Cartea Românească, 1929;
- Cojocaru, Gheorghe E., Sfatul Țării — itinerar, Editura Civitas, Chișinău, 1998;
- Colesnic, Iurie, Sfatul Țării — enciclopedie, Editura Museum, Chișinău, 1998;